# Estación Hualcuna
Hualcuna (denominada también como Gualcuna) fue una estación de ferrocarril que se hallaba en el límite entre las comunas de La Serena y La Higuera, en la Región de Coquimbo de Chile. Fue parte del Longitudinal Norte y actualmente se encuentra inactiva.

## Historia
Si bien el tramo en el que se encuentra la estación fue construido como parte del ferrocarril Longitudinal Norte entre La Serena y Toledo (en las cercanías de Copiapó), y que fue inaugurado en 1914, no existe certeza sobre la fecha de apertura de la estación, ya que Santiago Marín Vicuña en 1916 no la consigna en su listado, así como tampoco aparece en mapas oficiales de 1929.
Con el cierre de todos los servicios de la Red Norte de la Empresa de los Ferrocarriles del Estado en junio de 1975, la estación Hualcuna fue suprimida mediante decreto del 28 de julio de 1978. Actualmente se mantienen en pie solo un letrero indicativo y los cimientos del edificio de la estación, junto con un triángulo de vías.